# Świnna Poręba
Świnna Poręba – wieś w Polsce położona w województwie małopolskim, w powiecie wadowickim, w gminie Mucharz przy drodze Wadowice – Sucha Beskidzka.

## Części wsi
Integralne części wsi Świnna Poręba: Banówka, Bartkówka, Borowina, Bukowiec, Dwór, Dyduchówka, Dziabokówka, Grucówka, Ignasiówka, Kizówka, Krausówka, Międzypotoki, Mielerz, Pustki, Rola, Sobkówka, Zagroda

## Opis
Wieś powstała w XIV wieku założona przez Mikołaja z Benkowic.

W latach 1975–1998 miejscowość należała do województwa bielskiego.
W 2011 roku liczba mieszkańców Świnnej Poręby wynosiła 882 osoby.
Od 1986 roku trwa w wiosce budowa zapory wodnej na Skawie i zbiornika Świnna Poręba. Budowa zapory, po wieloletnich opóźnieniach, została ukończona w 2015 roku, natomiast zakończenie budowy zbiornika, w tym stabilizacji osuwisk i przebudowy lokalnych dróg, było zaplanowane na grudzień 2017 roku. 
Piesze szlaki turystyczne:
- szlak zielony do Andrychowa przez Groń Jana Pawła II i Schronisko PTTK Leskowiec.